# Angels & Airwaves
Angels & Airwaves (auch AAA, A&A, AVA oder AvA) ist eine US-amerikanische Rock-Band, die vor allem durch Tom DeLonge, den Gitarristen und Sänger der Band blink-182, bekannt ist.

## Geschichte
Nachdem es während und nach der letzten Tour von blink-182 in Europa zu Streitigkeiten mit den anderen Bandmitgliedern kam, weil DeLonge die bevorstehende US-Tour absagte, um mehr Zeit mit seiner Familie zu verbringen, verließ dieser schließlich blink-182 und gründete Angels & Airwaves. In seiner neuen Band schlug er musikalisch und textlich völlig neue Wege ein und betrachtete das erste Album der neuen Formation als „die beste Musik, die ich jemals gemacht habe“.
Die Musikrichtung von Angels & Airwaves ist laut Bandaussage eine Mischung aus U2, Box Car Racer (in der Tom DeLonge und David Kennedy ebenfalls spielten), The Ataris, Coldplay und eben blink-182. Die Songtexte sind episch und behandeln auch das Thema Krieg („The War“). Tom beschrieb die Musik so: “The music feels like you're going to cry but you put your fist in the air and you can conquer the world…” (deutsch: „Die Musik hört sich so an, als ob man den Tränen nahe sei, aber man seine Faust in die Höhe stößt und die Welt erobern kann …“) Der Band geht es nicht nur darum, Musik zu machen, sondern auch darum, den Menschen eine Botschaft zu vermitteln. Tom DeLonge beschrieb sein neues Musikprojekt folgendermaßen: “The overall message that’s clear on every AVA song is that tomorrow could be the best day of your life.” (deutsch: „Die Botschaft, die in jedem Angels & Airwaves Song klar wiedergefunden werden kann, ist, dass morgen der beste Tag deines Lebens sein könnte.“)
Schon einige Monate vor Erscheinen des Debütalbums We Don’t Need to Whisper wurden erste Songs und Musikvideos im Internet veröffentlicht, später konnte man sich auf einer Website sogar das komplette Album anhören. Bis zum Verkaufsstart musste sich die deutsche Fangemeinde jedoch etwas länger gedulden, er wurde in Deutschland auf den 30. Juni 2006 gesetzt, statt auf den 23. Mai 2006, wie in den meisten anderen Ländern. Die erste Singleauskopplung des Albums war „The Adventure“. Das zugehörige Video wurde zum ersten Mal bereits am 7. April 2006 im Internet vom Musiksender MTV veröffentlicht.
Im April 2007 verließ Ryan Sinn wegen „anderer Ziele und Vorstellungen“ die Band. An seiner Stelle ist nun Matt Wachter, der zuvor bei 30 Seconds to Mars spielte. Ab Januar 2007 waren Angels & Airwaves dann wieder für ihr zweites Album I-Empire im Studio. Das Album erschien in Deutschland am 2. November 2007. Am 17. Juni 2008 erschien unter dem Titel Start the Machine eine Dokumentation über die Band auf DVD.
Im Januar 2009 begann die vierköpfige Band im Studio mit den Aufnahmen ihres dritten Albums. Am 18. Juni 2009 gab Tom DeLonge den Namen für das neue Album bekannt: Love. Das Album ist als kostenloser Download seit dem 14. Februar 2010 auf der Bandwebsite erhältlich und wurde innerhalb von 48 Stunden 500.000 mal heruntergeladen. Der gleichnamige Science-Fiction-Film feierte am 2. Februar 2011 beim 26. jährlichen Santa Barbara International Film Festival Premiere. Er soll zusammen mit einer Fortsetzung des Studio-Albums Love, genannt: Love: Part II erscheinen. Der Song Epic Holiday, des Albums wurde zudem als Filmmusik der deutschen Komödie Kokowääh verwendet.
Am 4. Oktober 2011 gab Adam Willard seinen Ausstieg aus bisher unbekannten Gründen aus der Band bekannt. Auf dem kommenden Album Love: Part Two ist er noch am Schlagzeug zu hören. Am 20. Oktober 2011 wurde bekannt gegeben, dass Ilan Rubin, vormals aktiv bei Lostprophets und Nine Inch Nails, den Platz am Schlagzeug einnehmen wird.
Am 24. Juni 2014 wurde der Ausstieg von Matt Wachter bekanntgegeben, der die Band verließ, um sich auf seine Familie zu konzentrieren. Tom DeLonge erklärte bei Facebook, dass sie immer noch enge Freunde sind und Matt eines Tages vielleicht wieder zur Band stoßen wird. Am 8. Juli 2014 bestätigte DeLonge auf seiner Facebook-Seite, dass Ed Breckinridge (Bassist bei Thrice) der neue Bassist sei. Nach Angabe von Breckenridge bestand die Zusammenarbeit aber lediglich aus einer Videoproduktion 2014, keinen gemeinsamen Studio- oder Liveshows. Anschließend habe er nichts mehr von der Band gehört und spielt seit 2015 wieder bei Thrice.
Im April 2018 gab DeLonge bekannt, dass David Kennedy und Matt Wachter der Band wieder beitraten und am neuen Album mitwirken würden. Ein Jahr darauf unterschrieb die Band einen Vertrag mit dem Musiklabel Rise Records. Am 30. April 2019 wurde die Single Rebel Girl veröffentlicht. Wachter wurde kurz darauf nicht mehr als Bandmitglied aufgeführt, was öffentlich aber nicht näher begründet wurde. Nach dem ersten Live-Auftritt in sieben Jahren erschien die Single Kiss & Tell am 29. August desselben Jahres. Im Zuge der COVID-19-Pandemie in den Vereinigten Staaten schrieb die Band den Song All That's Left Is Love, der am 16. April 2020 veröffentlicht wurde.
Am 15. Juni 2021 kündigte Angels & Airwaves offiziell das neue Album Lifeforms, mit Veröffentlichungsdatum für den 24. September 2021, an. Am gleichen Tag wurde mit Restless Souls eine weitere Single aus diesem Album veröffentlicht.

## Mitglieder
Die aktuellen und ehemaligen Mitglieder von Angels & Airwaves sind bzw. waren allesamt Musiker aus anderen bekannten Gruppen:
- Tom DeLonge: blink-182, Box Car Racer
- David Kennedy: Hazen Street, Box Car Racer
- Ilan Rubin: Lostprophets, Nine Inch Nails
- Matthew Wachter: 30 Seconds to Mars
- Adam Willard: Rocket from the Crypt, The Special Goodness, American Hi-Fi, The Offspring,  Alkaline Trio, Social Distortion (bis 2011)
- Ryan Sinn: The Distillers
- Eddie Breckenridge: Thrice
- Matt Rubano[8]: Taking Back Sunday

## Wissenswertes
- Als die Band ihr Equipment aufbaute und das Mikrofon testen wollte, sagte DeLonge: “We don’t need to whisper” (deutsch: „Wir brauchen nicht zu flüstern“). Die Band dachte über den Satz nach und nutzte ihn letztlich als Albumtitel.
- Das „V“ im Logo der Band ist das mathematische Zeichen für „oder“ und ergibt somit den Namen von DeLonges Tochter Ava.
- Das Album We Don’t Need to Whisper verkaufte sich über 1,5 Mio. mal.
- Auf dem Soundtrack zum Film Keinohrhasen sind die Stücke Lifeline und Everything’s Magic von Angels & Airwaves vertreten.
- Angels & Airwaves schließen den Kreis der beiden Alben We Don’t Need to Whisper und I-Empire mit dem Ende des letzten Songs „Heaven“ auf I-Empire. Dieser endet mit der bekannten Melodie des ersten Songs von We Don’t Need to Whisper, „Valkyrie Missile“.
- Während das erste Album We Don’t Need to Whisper kurz in der neunten Folge der sechsten Staffel von One Tree Hill zu sehen ist, haben sie in der zehnten Folge einen Liveauftritt.
- Der erste Track aus dem Soundtrack zum Film Kokowääh ist Epic Holiday aus dem dritten und kostenlosen Album Love.
- Der Song Surrender ist einer der offiziellen Themesongs zum WWE-Pay-Per-View Wrestlemania 29.

## Diskografie

### Studioalben
| Jahr | Titel                    | Höchstplatzierung, Gesamtwochen, AuszeichnungChartplatzierungen (Jahr, Titel, Platzierungen, Wochen, Auszeichnungen, Anmerkungen) | Höchstplatzierung, Gesamtwochen, AuszeichnungChartplatzierungen (Jahr, Titel, Platzierungen, Wochen, Auszeichnungen, Anmerkungen) | Höchstplatzierung, Gesamtwochen, AuszeichnungChartplatzierungen (Jahr, Titel, Platzierungen, Wochen, Auszeichnungen, Anmerkungen) | Höchstplatzierung, Gesamtwochen, AuszeichnungChartplatzierungen (Jahr, Titel, Platzierungen, Wochen, Auszeichnungen, Anmerkungen) | Höchstplatzierung, Gesamtwochen, AuszeichnungChartplatzierungen (Jahr, Titel, Platzierungen, Wochen, Auszeichnungen, Anmerkungen) | Anmerkungen                              |
| Jahr | Titel                    | DE | AT | CH | UK | US | Anmerkungen                              |
| ---- | ------------------------ | --- | --- | --- | --- | --- | ---------------------------------------- |
| 2006 | We Don’t Need to Whisper | DE18 (8 Wo.)DE | AT30 (8 Wo.)AT | — | UK6 Silber · (4 Wo.)UK | US4 Gold · (20 Wo.)US | Erstveröffentlichung: 23. Mai 2006       |
| 2007 | I-Empire                 | DE77 (1 Wo.)DE | — | — | UK29 (2 Wo.)UK | US9 (13 Wo.)US | Erstveröffentlichung: 6. November 2007   |
| 2010 | Love                     | — | — | — | — | US67 (1 Wo.)US | Erstveröffentlichung: 14. Februar 2010   |
| 2011 | Love: Part Two           | — | — | — | — | US30 (2 Wo.)US | Erstveröffentlichung: 8. November 2011   |
| 2014 | The Dream Walker         | — | — | — | UK94 (1 Wo.)UK | US39 (1 Wo.)US | Erstveröffentlichung: 9. Dezember 2014   |
| 2021 | Lifeforms                | DE14 (1 Wo.)DE | AT40 (1 Wo.)AT | CH80 (1 Wo.)CH | UK17 (1 Wo.)UK | US36 (1 Wo.)US | Erstveröffentlichung: 24. September 2021 |

### Kompilationen
| Jahr | Titel                | Höchstplatzierung, Gesamtwochen, AuszeichnungChartplatzierungen (Jahr, Titel, Platzierungen, Wochen, Auszeichnungen, Anmerkungen) | Höchstplatzierung, Gesamtwochen, AuszeichnungChartplatzierungen (Jahr, Titel, Platzierungen, Wochen, Auszeichnungen, Anmerkungen) | Höchstplatzierung, Gesamtwochen, AuszeichnungChartplatzierungen (Jahr, Titel, Platzierungen, Wochen, Auszeichnungen, Anmerkungen) | Anmerkungen                             |
| Jahr | Titel                | DE | AT | US | Anmerkungen                             |
| ---- | -------------------- | --- | --- | --- | --------------------------------------- |
| 2011 | Love: Part One & Two | DE54 (1 Wo.)DE | AT67 (1 Wo.)AT | US43 (3 Wo.)US | Erstveröffentlichung: 11. November 2011 |

Weitere Kompilationen
- 2016: The Dream Walker Demos

### EPs
| Jahr | Titel                            | Höchstplatzierung, Gesamtwochen, AuszeichnungChartsChartplatzierungen (Jahr, Titel, Platzierungen, Wochen, Auszeichnungen, Anmerkungen) | Anmerkungen                                         |
| Jahr | Titel                            | US | Anmerkungen                                         |
| ---- | -------------------------------- | --- | --------------------------------------------------- |
| 2013 | Stomping the Phantom Brake Pedal | US178 (1 Wo.)US | Erstveröffentlichung: 18. Dezember 2013; + Remix-CD |
| 2016 | Chasing Shadows                  | US109 (1 Wo.)US | Erstveröffentlichung: 8. April 2016                 |

Weitere EPs
- 2015: ...Of Nightmares
- 2017: We Don’t Need to Whisper Acoustic

### Singles
| Jahr | Titel Album                            | Höchstplatzierung, Gesamtwochen, AuszeichnungChartplatzierungen (Jahr, Titel, Album, Platzierungen, Wochen, Auszeichnungen, Anmerkungen) | Höchstplatzierung, Gesamtwochen, AuszeichnungChartplatzierungen (Jahr, Titel, Album, Platzierungen, Wochen, Auszeichnungen, Anmerkungen) | Höchstplatzierung, Gesamtwochen, AuszeichnungChartplatzierungen (Jahr, Titel, Album, Platzierungen, Wochen, Auszeichnungen, Anmerkungen) | Anmerkungen                         |
| Jahr | Titel Album                            | DE | UK | US | Anmerkungen                         |
| ---- | -------------------------------------- | --- | --- | --- | ----------------------------------- |
| 2006 | The Adventure We Don’t Need to Whisper | DE82 (5 Wo.)DE | UK20 (4 Wo.)UK | US55 (14 Wo.)US | Erstveröffentlichung: 18. Mai 2006  |
| 2006 | It Hurts We Don’t Need to Whisper      | — | UK59 (1 Wo.)UK | — | Erstveröffentlichung: 24. Juli 2006 |

Weitere Singles
- 2006: Do It for Me Now
- 2006: The War
- 2007: Everything’s Magic
- 2008: Secret Crowds
- 2008: Breathe
- 2009: Hallucinations
- 2010: Epic Holiday
- 2011: Anxiety
- 2011: Surrender
- 2014: Paralyzed
- 2014: The Wolfpack
- 2014: Tunnels
- 2016: Artillery
- 2016: Chasing Shadows
- 2019: Rebel Girl
- 2019: Kiss & Tell
- 2020: All That’s Left Is Love
- 2021: Euphoria
- 2021: Restless Souls
- 2021: Losing My Mind
- 2021: Spellbound
- 2021: Timebomb

### Videoalben
- 2008: Start the Machine (Dokumentarfilm)
- 2011: Love (Kinofilm)